# مستر بین (مجموعه پویانمایی تلویزیونی)
مستر بین: مجموعه پویانمایی (به انگلیسی: Mr. Bean: The Animated Series) یک مجموعه تلویزیونی می‌باشد که از روی سریال مستر بین ساخته شده‌است.
در ژانویه ۲۰۱۴، آی‌تی‌وی از ساخت سری جدید انیمیشن مستربین با بازگشت روآن اتکینسون به این نقش خبر داد. سری جدید شامل ۵۲ قسمت جدید از ۱۶ فوریه ۲۰۱۵ طبق برنامه از شبکهٔ CITV پخش شد.

## داستان
مستر بین و عروسک خرسی مورد علاقه اش تدی در شهر زندگی می‌کند. صاحبخانه بداخلاق او خانم جولیا ویکت به همراه گربه وحشی اش گاهی اوقات دردسرهایی را برای مستر بین به وجود می‌آورد. دوست دختر مستر بین، ایرما گوب و عروسک خرسی مورد علاقه او تدی گیرل هم گاهی پیش او می‌روند. همچنین مستر بین با ملکه الیزابت رابطه خوبی دارد. او به حیوانات به خصوص راکون‌ها، سگ‌ها، و پرندگان شکاری خیلی علاقه دارد. غذای مورد علاقهٔ او اسنک پنیری و چیپس اسپانیایی تند به همراه مرغ بریانی است. او یک ماشین مینی ماینر سبز و مشکی دارد. او عاشق برنامه تلویزیونی دلقک و دردسرهایش است. او در بیشتر اوقات او یک پیراهن سفید ساده، یک کت قهوه ای، یک کراوات قرمز، یک شلوار مشکی و یک کفش چرم نسکافه ای می‌پوشد. اما در هنگام خواب یک لباس سرهمی راه راه آبی به تن دارد. در هر قسمت، مستر بین و تمام این موضوعات به ماجراهایی می‌پیوندند که تنها راه حل آن شجاعت و کمی شوخ‌طبعی است …

## شخصیت‌ها

### اصلی
- مستربین (با صداپیشگی روآن آتکینسون) - شخصیت اصلی سریال و کسی که چالش‌های سریال را حل می‌کند.
- تدی - بهترین دوست طول زندگی «مستربین». با اینکه او یک عروسک است، ولی «مستربین» او را شخصیتی زنده می‌پندارد.
- خانم ویکِت (با صداپیشگی سالی گریس) - صاحب خانه آپارتمانی که «مستربین» در آن زندگی می‌کند و پیرزن غرغرو و بدبینی است که معمولاً حوادثی را که پیش می‌آید به «مستربین» نسبت می‌دهد.
- اسکِرَپِر - گربه خانگی «خانم ویکِت» که «مستربین» را اذیت می‌کند.
- ایرما گاب (با صداپیشگی ماتیلدا زیگلر) - دوست دختر «مستربین» است که بسیار از او رنج می‌برد.

### فرعی
- دو دزد (با صداپیشگی ادگار رایت) - گروهی دو نفره هستند که به دزدی می‌پردازند. این گروه شامل یک نفر دزد چاق و بزرگ و دیگری لاغر و کوچک است.
- خانواده برویسر - خانواده‌ای که در همسایگی «مستربین» و «خانم ویکِت» زندگی می‌کنند و شامل پدر، مادر، پسر، دختر و یک نوزاد هستند. این خانواده اضافه وزن دارند. بیشتر قسمت‌هایی که این خانواده در آن حضور داشته‌اند مربوط به حضور پدر و پسر می‌شود. این خانواده بسیار همسایه آزار هستند.
- ملکه الیزابت دوم - ملکه پادشاهی انگلستان.
- پلیس ترافیک - خانم پلیسی است که وقتی «مستربین» اتومبیلش را غیرقانونی پارک می‌کند، او را جریمه می‌کند.
- رلیانت رگال - یک ماشین آبی سه چرخ که قربانی حوادث می‌شود و هر وقت «مستربین» آن را می‌بیند، اذیتش می‌کند.
- لاتی - عروسک «ایرما»، نامزد «مستربین» که بسیار شبیه به تدی است.
- مستر پود - موجودی است که از فضا آمده و بسیار شبیه به «مستربین» است. او فقط در قسمت «مشکل دوگانه» حضور دارد. در این قسمت «مستربین» وارد سفینه‌ای می‌شود که تعداد زیادی موجود شبیه به خود می‌بیند. (Pod به معنای غلاف لوبیا است و Bean به معنای خود لوبیا می‌باشد)